# Joe Astley
Joseph Emmanuel "Joe" Astley (1. april 1899 i Dudley, West Midlands – oktober 1967 i Manchester) var en engelsk fodboldspiller. Han spillede for Manchester United F.C., Cradley Heath og Notts County F.C.. Han kom til Manchester United i august 1924 fra Cradley Heath. Han gjorde det godt for reserverne, men det blev kun til to kampe for Uniteds førstehold. Efter fire år i United gik turen til Notts County F.C. i 2. division.